# Henryk Domino
Henryk Domino (ur. 20 stycznia 1894 w Babicy, zm. 1964 w Rogach) – polski ksiądz rzymskokatolicki, w diecezji przemyskiej, żołnierz legionów polskich.

## Życiorys
Urodził się 20 stycznia 1894 r. w Babicy, jako syn Antoniego i Anieli Grzebyk. Mieli 11 synów, z których czterech zostało kapłanami (Bronisław Domino, Henryk Domino, Jan Domino, Stanisław Domino). Szkołę powszechną ukończył w Babicy. W latach 1906–1914 kształcił się w I Gimnazjum w Rzeszowie, gdzie został członkiem organizacji patriotycznych „Zarzewie” i „Strzelec”. 
Po wybuchu I wojny światowej wstąpił do rzeszowskiej kompanii Strzelców, z którą wyjechał do Krakowa. Po przeszkoleniu wojskowym został żołnierzem VI batalionu I Brygady Legionów Polskich, pod dowództwem Józefa Piłsudskiego. We wrześniu rozpoczął służbę na froncie. W listopadzie 1914 r. został ranny w bitwie pod Krzywopłotami. Od lutego do kwietnia 1915 r. przebywał na leczeniu w Salzburgu. Od maja 1915 r. walczył na terenie Królestwa Polskiego, a następnie Wołynia. Pod Styrem z powodu osłabionego zdrowia został odesłany na leczenie w szpitalach, w których przebywał do stycznia 1916 r.   
Wiosną 1916 r. został skierowany do szkoły podoficerskiej w Kozienicach koło Dęblina. Latem z jednostkami I Brygady, ponownie walczył na Wołyniu. W październiku został komendantem biura werbunkowego wojska polskiego w Praszkach w powiecie wieluńskim, a także prowadził prace konspiracyjne na rzecz Polskiej Organizacji Wojskowej. W czerwcu 1917 r. wrócił do oddziału w Modlinie. Po kryzysie przysięgowym i aresztowaniu Józefa Piłsudskiego z żołnierzy pochodzących z Galicji utworzono Polski Korpus Posiłkowy w Zambrowie. 3 września 1917 r. wyruszyli do Przemyśla, gdzie żołnierzy rozbrajano i wcielano do wojska austriackiego. Nie chcąc jechać na front włoski, potajemnie uciekł pułku austriackiego z Przemyśla i do jesieni 1918 r. ukrywał się w Babicy.
W jesieni 1918 r. wstąpił do Wyższego Seminarium Duchownego w Przemyślu. 11 czerwca 1922 r. przyjął święcenia kapłańskie. W 1922 roku był wikariuszem parafii Laszki. W latach 1922–1936 był administratorem i proboszczem parafii Radawa. Aktywnie uczestniczył odbudowie  kościoła i Radawy ze zniszczeń wojennych. W latach 1936–1964 był proboszczem w parafii Rogi. 
Zmarł 26 czerwca 1964 r..

## Odznaczenia
- Odznaka „Za wierną służbę”
- Krzyż Walecznych
- Krzyż i Medal Niepodległości
- Krzyż Kawalerski Orderu Odrodzenia Polski (1938)